# Johannes Anemaet

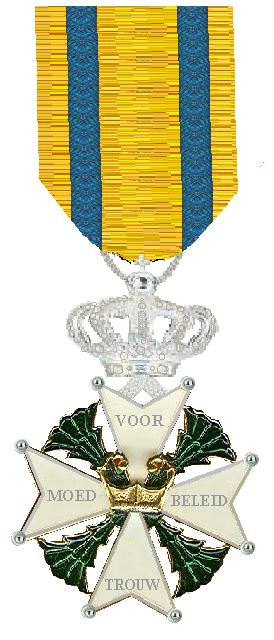

Johannes Anemaet (Nijmegen, 13 mei 1920 - 23 september 1997) was een Nederlands generaal-majoor, ridder in de Militaire Willems-Orde.

## Loopbaan
Anemaet verdedigde als buitengewoon dienstplichtig reserve-officier Nederland in mei 1940, was verzetsman en vocht tijdens de politionele acties in Nederlands-Indië. Daar werd hij beroepsmilitair. In 1950 was hij in de rang van kapitein een van de 643 vrijwilligers in een Nederlands detachement van een internationale troepenmacht die, met een mandaat van de Verenigde Naties, na de communistische overval op Zuid-Korea deelnamen aan een oorlog om de communisten daar te verdrijven. Anemaet onderscheidde zich op 14 februari 1951 door met zijn compagnie de strategisch belangrijke heuvel 325, die door Chinese troepen bezet was, te veroveren. In de zomer van dat jaar, op 13 mei, raakte hij zwaargewond en werd in een Amerikaans veldhospitaal en later in Tokio verpleegd. Anemaet werd bij Koninklijk Besluit van 8 mei 1951 nummer 23 benoemd tot ridder in de Militaire Willems-Orde.
De Anemaets zijn een familie van beroepsmilitairen (en een enkele predikant); Hij was de vijfde uit zijn familie die met de Militaire Willemsorde werd gedecoreerd; Hendrik Willem Anemaet kreeg dit kruis na de slag bij Waterloo, een andere Anemaet (Jacobus Cornelis Anemaet, 1794-1874) bij de citadel van Antwerpen.